# Dehydrocholesterol
7-Dehydrocholesterol (7-DHC) là một Zoosterol có chức năng trong huyết thanh như một tiền chất cholesterol, và được chuyển hóa quang hóa thành vitamin D 3 trong da, do đó hoạt động như prov vitamin -D 3. Sự hiện diện của hợp chất này trong da người cho phép con người sản xuất vitamin D 3 (cholecalciferol) từ các tia cực tím trong ánh sáng mặt trời, thông qua một đồng phân trung gian tiền vitamin D 3. Nó cũng được tìm thấy trong sữacủa một số loài động vật có vú.  Lanolin, một chất sáp được tiết ra tự nhiên bởi động vật có vú mang len, chứa 7-DHC được chuyển hóa thành vitamin D bởi ánh sáng mặt trời và sau đó được hấp thụ trong quá trình chải chuốt như một chất dinh dưỡng. Ở côn trùng, nó là tiền chất của hormone ecdysone, cần thiết để đến tuổi trưởng thành.  Nó được phát hiện bởi nhà hóa học hữu cơ đoạt giải Nobel Adolf Windaus.